# زلزال بلوشستان 2021
ضرب زلزال إقليم بلوشستان الباكستاني بالقرب من مدينة هارناي في أكتوبر 2021، مما أسفر عن مقتل 20 شخصًا على الأقل وإصابة 300 آخرين.